# Баджракітіябха
Баджракітіябха (тай. พัชรกิติยาภา Сірікіт; нар. 7 грудня 1978 року), також відома як Принцеса Па або Патті — принцеса Таїланду, старша онука короля Рами IX (Пуміпон Адульядет); єдина дитина правлячого короля Рами X (Маха Вачхіралонгкон) у шлюбі з Соамсавалі Кітіякара. Амбасадорка Таїланду в Австрії з 2012 до 2014 року.

## Життєпис

### Навчання

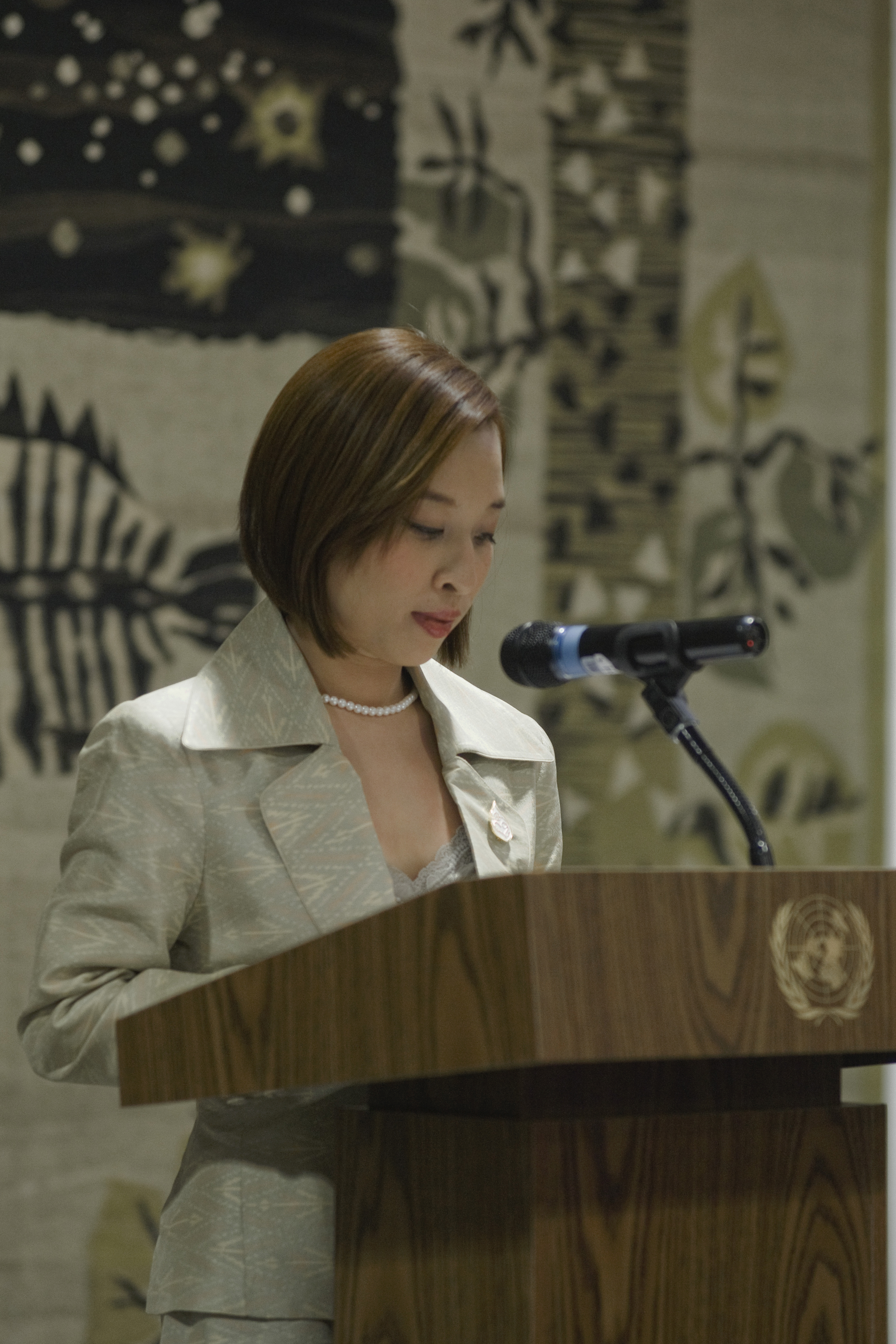
Принцеса Баджракітіябха у 2010 році

Принцеса Баджракітіябха навчалася в школі для дівчаток Раджині (початкова та середня освіта), продовжила навчання в англійській школі Гітфілд в Аскоті і потім у школі при королівській резиденції Чітраладі. Закінчила Університет Таммасат (бакалавр юриспруденції) та відкритий університет Сухотай Тхаматірат (бакалавр міжнародних відносин) у 2000 році. Через два роки здобула ступінь магістра юриспруденції в Корнеллському університеті ( юридична школа), в 2005 році там же отримала ступінь доктора філософії з юридичних наук. 12 травня 2012 року нагороджена ступенем почесного доктора юриспруденції юридичного коледжу Чикаго-Кент Іллінойського технологічного інституту.

### Кар'єра
Захистивши докторську роботу і здобувши ступінь, принцеса Баджракітіябха деякий час працювала постійною представницею Таїланду в ООН у Нью-Йорку (у тому числі в Комісії ООН з попередження злочинності та кримінального правосуддя). У вересні 2006 року розпочала трудову діяльність у Генеральній прокуратурі Таїланду, в даний час співробітниця Генеральної прокуратури провінції Удонтхані. Принцеса керує проєктом «Kamlangjai» («Натхнення»), створеним для захисту тайських жінок у місцях ув'язнення (у тому числі вагітних жінок та їхніх дітей) й стежить за дотриманням прав ув'язнених та їх поверненням до повноцінного життя в суспільстві після ізоляції. Також вона працює над проєктом «Enhancing lives of Female Inmates» (ELFI), який пропонує змінити законодавство Таїланду щодо застосування адміністративних заходів щодо жінок-правопорушниць та поводження з жінками-в'язнями, згідно з Мінімальними стандартними правилами поводження з ув'язненими. Ще один проєкт, над яким працює принцеса — благодійний фонд «Friend in need of PA» або фонд Принцеси Па, заснований нею і матір'ю, принцесою Соамсавалі, 1995 року під час затоплення Бангкока. Фонд прагне допомагати бідним людям, які проживають у сільській місцевості, та постраждалим від природних катаклізмів.
З 2012 до 2014 року принцеса Баджракітіябха була послом Таїланду в Австрії, поки не повернулася до Генеральної прокуратури Таїланду. Посол доброї волі до ООН.

### Стан здоров'я
У грудні 2022 році Бюро королівського двору оголосило, що 14 грудня принцеса була госпіталізована після втрати свідомості під час прогулянки з собаками. У палаці підтвердили, що це сталося через серцевий напад. Спочатку принцесу госпіталізували до районної лікарні Пак Чонг Нана, а потім перевели до Меморіальної лікарні короля Чулалонгкорна.

## Нагороди
- : Дама Великої Стрічки Ордену Чула Чом Клао (специальный класс)[11][12][13][14][15]
- : Дама Великої Стрічки Ордену Білого слона[16]
- : Дама Великої Стрічки Ордену Корони Таїланду[17]
- : Дама Великого Хреста (1 класу) Найвеличнішого ордену Дірекгунабхорна[18]
- Королівська медаль короля Рами IX (1-го класу)[19]
- : Великий хрест І ступеня ордена «За заслуги перед Австрійською Республікою» із золотою зіркою (7 жовтня 2014 року)[20][21]